# Euploea praxithea
Euploea praxithea är en fjärilsart som beskrevs av Hans Fruhstorfer 1904. Euploea praxithea ingår i släktet Euploea och familjen praktfjärilar. Inga underarter finns listade i Catalogue of Life.